# Coppa delle nazioni africane 2010
La Coppa delle nazioni africane 2010, o Orange Africa Cup of Nations 2010 per ragioni di sponsorizzazione, nota anche come Angola 2010, è stata la 27ª edizione di questo torneo di calcio continentale per squadre nazionali maggiori maschili (spesso detto Coppa d'Africa) organizzato dalla CAF e la cui fase finale si è svolta in Angola dal 10 al 31 gennaio 2010.
Le squadre partecipanti sarebbero dovute essere 16, ma a causa di un agguato contro il pullman della nazionale del Togo, avvenuto due giorni prima dell'inizio del torneo nell'exclave angolana di Cabinda, la squadra si ritira dalla coppa.
Per la settima volta nella sua storia a trionfare è stato l'Egitto, che nella finale disputata all'Estádio 11 de Novembro di Luanda ha sconfitto il Ghana per 1-0. I Faraoni diventano inoltre la prima nazionale a vincere la competizione per tre edizioni consecutive (2006, 2008, 2010).

## Qualificazioni
L'Angola è stata ammessa di diritto alla fase finale in quanto paese organizzatore.
I rimanenti quindici posti sono stati assegnati tramite lo stesso percorso di qualificazione per il Campionato mondiale di calcio 2010 che ha visto la partecipazione di 51 nazionali e che si è disputato tra il 14 ottobre 2007 e il 14 novembre 2009.

## Scelta della sede
Le candidature ufficialmente dichiarate furono sette di cui una congiunta. In ordine alfabetico:
- Angola;
- Gabon e  Guinea Equatoriale (candidatura congiunta);
- Libia;
- Mozambico;
- Namibia;
- Senegal;
- Zimbabwe.

Il 4 settembre 2006, nella sede principale della CAF al Cairo, venne ufficializzato che l'Angola avrebbe ospitato l'edizione 2010 della Coppa d'Africa, preferendola a Gabon e Guinea Equatoriale (candidatura congiunta) e alla Libia. Le altre candidature furono rifiutate dal comitato esecutivo della CAF. Per lo stato angolano si tratta della prima organizzazione della manifestazione.

## Immagine del torneo

### Pallone

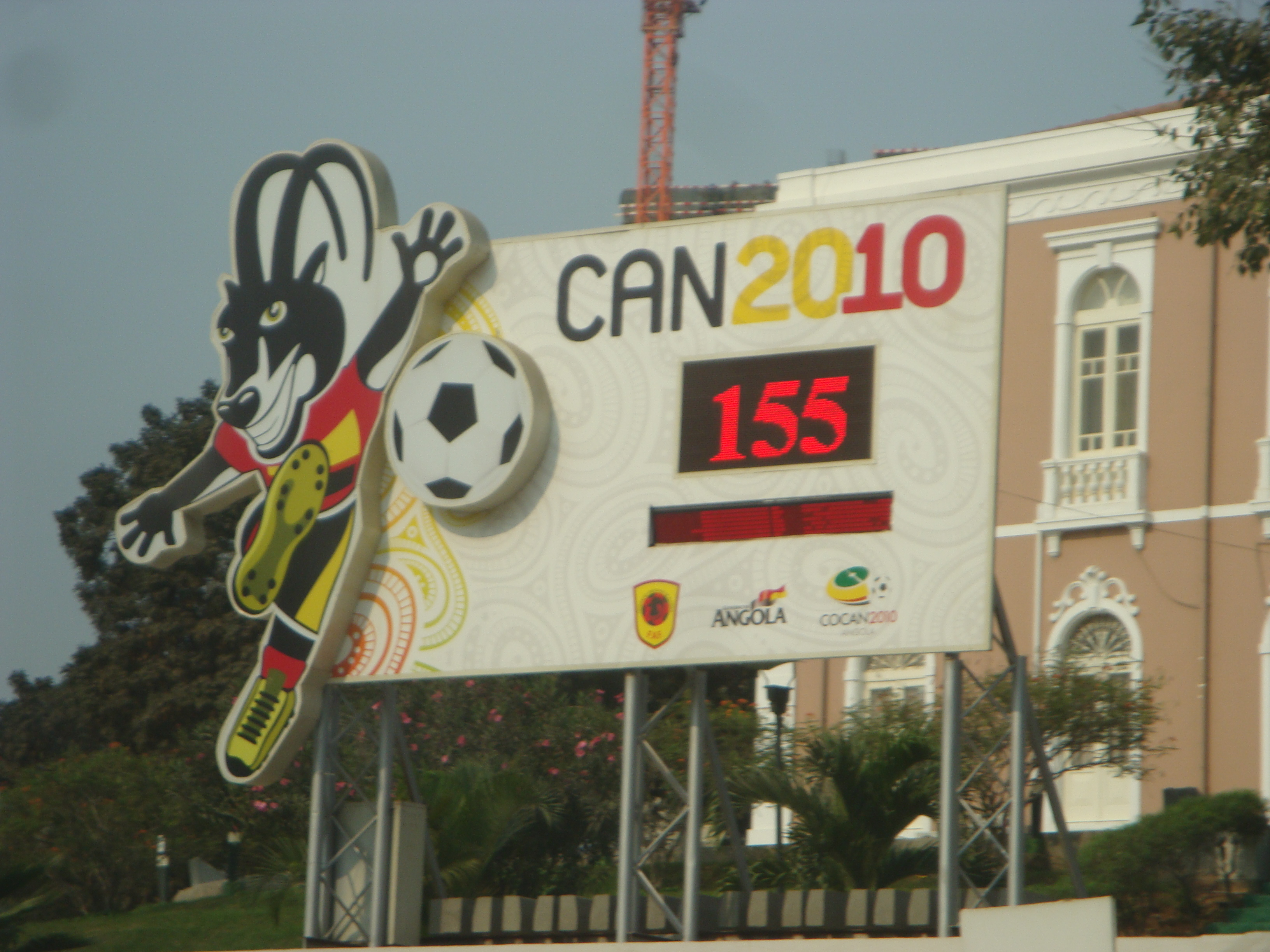
Palanquinha su un display con il conto alla rovescia per Angola 2010

"Jabulani Angola", il pallone prodotto dall'Adidas appositamente per il torneo, il secondo creato dall'azienda tedesca per la Coppa d'Africa è stato presentato il 23 dicembre 2009.
Il pallone è una versione modificata dello Jabulani, pallone ufficiale di Sudafrica 2010. A differenza di quest'ultimo i motivi triangolari sulla superficie hanno i colori della bandiera dell'Angola: il giallo, il rosso e il nero.

### Mascotte
La mascotte ufficiale dell'evento è stata svelata il 18 luglio 2008.
Chiamata Palanquinha, consiste in un'antilope nera gigante antropomorfa che indossa una divisa con i colori delle Palancas Negras.
Questo animale, palanca in portoghese, è il simbolo nazionale ed è una specie in via di estinzione che vive nel Parco Nazionale di Cangandala, nella provincia di Malanje.

## Stadi
| Luanda                     | Luanda Cabinda Benguela Lubango | Cabinda                       |
| -------------------------- | ------------------------------- | ----------------------------- |
| Estádio 11 de Novembro     | Luanda Cabinda Benguela Lubango | Estádio Nacional do Chiazi    |
|                            | Luanda Cabinda Benguela Lubango |                               |
| Capienza: 50,000           | Luanda Cabinda Benguela Lubango | Capienza: 20,000              |
| Benguela                   | Luanda Cabinda Benguela Lubango | Lubango                       |
| Estádio Nacional de Ombaka | Luanda Cabinda Benguela Lubango | Estádio Nacional da Tundavala |
|                            | Luanda Cabinda Benguela Lubango |                               |
| Capienza: 35,000           | Luanda Cabinda Benguela Lubango | Capienza: 20,000              |

## Squadre partecipanti
| Pr. | Squadra        | Data di qualificazione certa | Partecipante in quanto                                         | Ultima presenza      |
| --- | -------------- | ---------------------------- | -------------------------------------------------------------- | -------------------- |
| 1   | Angola         | 29 luglio 2007               | Rappresentativa della nazione organizzatrice della fase finale | Ghana 2008           |
| 2   | Ghana          | 20 giugno 2009               | 1ª classificata nel gruppo D di qualificazione                 | Ghana 2008           |
| 3   | Costa d'Avorio | 5 settembre 2009             | 1ª classificata nel gruppo E di qualificazione                 | Ghana 2008           |
| 4   | Tunisia        | 6 settembre 2009             | 2ª classificata nel gruppo B di qualificazione                 | Ghana 2008           |
| 5   | Algeria        | 6 settembre 2009             | 1ª classificata nel gruppo C di qualificazione                 | Tunisia 2004         |
| 6   | Egitto         | 10 ottobre 2009              | 2ª classificata nel gruppo C di qualificazione                 | Ghana 2008           |
| 7   | Camerun        | 10 ottobre 2009              | 1ª classificata nel gruppo A di qualificazione                 | Ghana 2008           |
| 8   | Gabon          | 10 ottobre 2009              | 2ª classificata nel gruppo A di qualificazione                 | Ghana - Nigeria 2000 |
| 9   | Nigeria        | 11 ottobre 2009              | 1ª classificata nel gruppo B di qualificazione                 | Ghana 2008           |
| 10  | Mali           | 11 ottobre 2009              | 3ª classificata nel gruppo D di qualificazione                 | Ghana 2008           |
| 11  | Benin          | 11 ottobre 2009              | 2ª classificata nel gruppo D di qualificazione                 | Ghana 2008           |
| 12  | Burkina Faso   | 11 ottobre 2009              | 2ª classificata nel gruppo E di qualificazione                 | Tunisia 2004         |
| 13  | Mozambico      | 14 novembre 2009             | 3ª classificata nel gruppo B di qualificazione                 | Burkina Faso 1998    |
| 14  | Zambia         | 14 novembre 2009             | 3ª classificata nel gruppo C di qualificazione                 | Ghana 2008           |
| 15  | Togo           | 14 novembre 2009             | 3ª classificata nel gruppo A di qualificazione                 | Egitto 2006          |
| 16  | Malawi         | 14 novembre 2009             | 3ª classificata nel gruppo E di qualificazione                 | Costa d'Avorio 1984  |

## Sorteggio dei gruppi
Il sorteggio per stabilire i gruppi della fase finale si è tenuto il 20 novembre 2009 a Luanda. La posizione A1 è stata assegnata alla nazione organizzatrice mentre la posizione C1 all'Egitto, campione in carica. Le restanti 14 squadre sono state classificate in base ai risultati ottenuti nelle ultime tre edizioni della Coppa delle Nazioni Africane, opportunamente moltiplicati per un coefficiente di importanza della manifestazione.
Nella seguente tabella le quattro urne definite così secondo i criteri definiti dalla CAF.
| Urna 1                                                                             | Urna 2                     | Urna 3                    | Urna 4                              |
| ---------------------------------------------------------------------------------- | -------------------------- | ------------------------- | ----------------------------------- |
| Angola (organizzatrice; A1) Egitto (campione in carica; C1) Camerun Costa d'Avorio | Tunisia Nigeria Ghana Mali | Zambia Benin Algeria Togo | Burkina Faso Mozambico Gabon Malawi |

Il sorteggio ha determinato i quattro gruppi riportati qui di seguito.
| Gruppo A | Gruppo B       | Gruppo C  | Gruppo D |
| -------- | -------------- | --------- | -------- |
| Angola   | Costa d'Avorio | Egitto    | Camerun  |
| Mali     | Ghana          | Nigeria   | Tunisia  |
| Algeria  | Togo           | Benin     | Zambia   |
| Malawi   | Burkina Faso   | Mozambico | Gabon    |

## Arbitri
Sono 16 gli arbitri chiamati dalla CAF a dirigere in questo torneo. Tra di essi, figurano soprattutto i 5 africani preselezionati per il Mondiale di calcio del 2010 in Sudafrica. Su invito della stessa confederazione, è inoltre presente il saudita Khalil Al Ghamdi, unico arbitro non africano.
| Arbitri | Assistenti |
| --- | --- |
| Essam Abd El Fatah Khalid Abdel Rahman Khalil Al Ghamdi Kacem Bennaceur Daniel Bennett Mohamed Benouza Coffi Codjia Koman Coulibaly Jérôme Damon Helder Martins De Carvalho Badara Diatta Kokou Djaoupe Noumandiez Doué Eddy Maillet Rajindraparsad Seechurn Muhamed Ssegonga | Inácio Manuel Candido Desire Gahungu Evarist Menkouande Nasser Sadek Abdel Nabi Angesom Ogbamariam Ayuba Haruna Hassan Kamranifar Fooad El Maghrabi Moffat Champiti Redouane Achik Peter Edibe Mohammed Al Ghamdi Enock Molefe Celestin Ntagungira Bechir Hassani Kenneth Chichenga |

## Fase finale

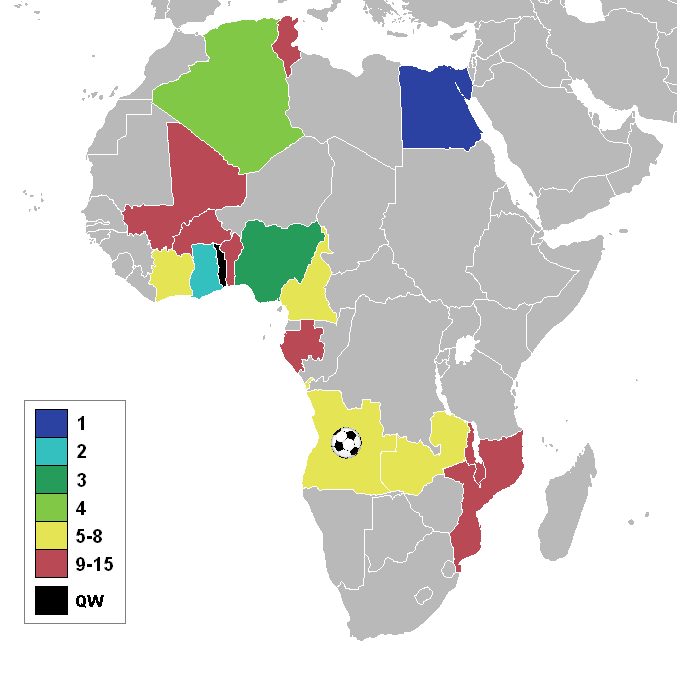
Risultati delle nazioni partecipanti

### Fase a gironi
Le prime due classificate di ogni gruppo accedono ai quarti di finale.
Nel caso in cui due o più squadre abbiano lo stesso numero di punti in classifica, il loro posizionamento sarà determinato da (nell'ordine):
1. punti guadagnati negli scontri diretti;
2. differenza reti negli scontri diretti;
3. numero di gol segnati negli scontri diretti;
4. differenza reti globale;
5. numero di gol segnati globale;
6. fair play: conteggio dei cartellini gialli e rossi ricevuti
7. sorteggio da parte del comitato organizzatore.

#### Gruppo A

##### Classifica
| Pos. | Squadra | Pt | G | V | N | P | GF | GS | DR |
| ---- | ------- | -- | - | - | - | - | -- | -- | -- |
| 1.   | Angola  | 5  | 3 | 1 | 2 | 0 | 6  | 4  | +2 |
| 2.   | Algeria | 4  | 3 | 1 | 1 | 1 | 1  | 3  | -2 |
| 3.   | Mali    | 4  | 3 | 1 | 1 | 1 | 7  | 6  | +1 |
| 4.   | Malawi  | 3  | 3 | 1 | 0 | 2 | 4  | 5  | -1 |

- L'Algeria si qualifica come seconda in virtù della vittoria nello scontro diretto col Mali.

##### Risultati
| Arbitro: | El Fatah |

|                                                       |           |                                            |
| Flávio 36’ 42’ Gilberto 67’ (rig.) Manucho 74’ (rig.) | Marcatori | 79’ 90+3’ Keita 88’ Kanouté 90+4’ Yatabaré |

| Arbitro: | Diatta |

|                                       |           |  |
| Mwafulirwa 17’ Kafoteka 35’ Banda 48’ | Marcatori |  |

| Arbitro: | Ssegonga |

|  |           |              |
|  | Marcatori | 43’ Halliche |

| Arbitro: | Doue |

|                        |           |  |
| Flávio 49’ Manucho 55’ | Marcatori |  |

| Luanda 18 gennaio 2010, ore 17:00 | Angola | 0 – 0 referto | Algeria | Estádio 11 de Novembro (40.000 spett.)\| Arbitro: \| Damon \| |
| Arbitro:                          | Damon  |               |         |                                                               |

| Arbitro: | Seechurn |

|                                  |           |                |
| Kanouté 1’ Keita 3’ Bagayoko 85’ | Marcatori | 58’ Mwafulirwa |

#### Gruppo B

##### Classifica
| Pos. | Squadra        | Pt       | G        | V        | N        | P        | GF       | GS       | DR       |
| ---- | -------------- | -------- | -------- | -------- | -------- | -------- | -------- | -------- | -------- |
| 1.   | Costa d'Avorio | 4        | 2        | 1        | 1        | 0        | 3        | 1        | +2       |
| 2.   | Ghana          | 3        | 2        | 1        | 0        | 1        | 2        | 3        | -1       |
| 3.   | Burkina Faso   | 1        | 2        | 0        | 1        | 1        | 0        | 1        | -1       |
| 4.   | Togo           | RITIRATO | RITIRATO | RITIRATO | RITIRATO | RITIRATO | RITIRATO | RITIRATO | RITIRATO |

##### Risultati
| Cabinda 11 gennaio 2010, ore 17:00 | Costa d'Avorio | 0 – 0 referto | Burkina Faso | Estádio Nacional do Chiazi (5.000 spett.)\| Arbitro: \| Bennaceur \| |
| Arbitro:                           | Bennaceur      |               |              |                                                                      |

| Cabinda 11 gennaio 2010, ore 19:30 Cancellato | Ghana | – | Togo | Estádio Nacional do Chiazi |

| Cabinda 15 gennaio 2010, ore 17:00 Cancellato | Burkina Faso | – | Togo | Estádio Nacional do Chiazi |

| Arbitro: | Damon |

|                                   |           |                   |
| Gervinho 23’ Tiéné 67’ Drogba 90’ | Marcatori | 90+3’ (rig.) Gyan |

| Arbitro: | Maillet |

|  |           |             |
|  | Marcatori | 30’ A. Ayew |

| Cabinda 19 gennaio 2010, ore 17:00 Cancellato | Costa d'Avorio | – | Togo | Estádio Nacional do Chiazi |

#### Gruppo C

##### Classifica
| Pos. | Squadra   | Pt | G | V | N | P | GF | GS | DR |
| ---- | --------- | -- | - | - | - | - | -- | -- | -- |
| 1.   | Egitto    | 9  | 3 | 3 | 0 | 0 | 7  | 1  | +6 |
| 2.   | Nigeria   | 6  | 3 | 2 | 0 | 1 | 5  | 3  | +2 |
| 3.   | Benin     | 1  | 3 | 0 | 1 | 2 | 2  | 5  | -3 |
| 4.   | Mozambico | 1  | 3 | 0 | 1 | 2 | 2  | 7  | -5 |

##### Risultati
| Arbitro: | Seechurn |

|                                 |           |           |
| Moteab 34’ Hassan 54’ Geddo 87’ | Marcatori | 12’ Obasi |

| Arbitro: | Rahman |

|                   |           |                                          |
| Miro 30’ Fumo 54’ | Marcatori | 15’ (rig.) Omotoyossi 20’ (aut.) D. Khan |

| Arbitro: | Martins de Carvalho |

|                   |           |  |
| Yakubu 42’ (rig.) | Marcatori |  |

| Arbitro: | Djaoupe |

|                           |           |  |
| Khan 47’ (aut.) Geddo 81’ | Marcatori |  |

| Arbitro: | Bennett |

|                            |           |  |
| Al-Muhammadi 7’ Moteab 23’ | Marcatori |  |

| Arbitro: | Coulibaly |

|                                |           |  |
| Odemwingie 45’ 47’ Martins 86’ | Marcatori |  |

#### Gruppo D

##### Classifica
| Pos. | Squadra | Pt | G | V | N | P | GF | GS | DR |
| ---- | ------- | -- | - | - | - | - | -- | -- | -- |
| 1.   | Zambia  | 4  | 3 | 1 | 1 | 1 | 5  | 5  | 0  |
| 2.   | Camerun | 4  | 3 | 1 | 1 | 1 | 5  | 5  | 0  |
| 3.   | Gabon   | 4  | 3 | 1 | 1 | 1 | 2  | 2  | 0  |
| 4.   | Tunisia | 3  | 3 | 0 | 3 | 0 | 3  | 3  | 0  |

- A parità di punti guadagnati negli scontri diretti (la classifica avulsa vedrebbe le tre squadre tutte a 3 punti), differenza reti negli scontri diretti (0), Zambia e Camerun prevalgono sul Gabon per un maggior numero di reti segnate negli scontri diretti, nell'ordine: 4 per lo Zambia, 3 per il Camerun, 2 per il Gabon. Tale ordine determina anche il primo posto dello Zambia e il secondo del Camerun.

##### Risultati
| Arbitro: | Bennett |

|  |           |            |
|  | Marcatori | 17’ Cousin |

| Arbitro: | Coulibaly |

|                |           |              |
| J. Mulenga 19’ | Marcatori | 40’ Dhaouadi |

| Lubango 17 gennaio 2010, ore 17:00 | Gabon  | 0 – 0 referto | Tunisia | Estádio Nacional da Tundavala (16.000 spett.)\| Arbitro: \| Codjia \| |
| Arbitro:                           | Codjia |               |         |                                                                       |

| Arbitro: | Al Ghamdi |

|                                   |           |                                     |
| Geremi 68’ Eto'o 72’ Idrissou 86’ | Marcatori | 8’ J. Mulenga 81’ (rig.) C. Katongo |

| Arbitro: | Benouza |

|                     |           |                         |
| F. Do Marcolino 83’ | Marcatori | 28’ Kalaba 62’ Chamanga |

| Arbitro: | Doue |

|                       |           |                                |
| Eto'o 47’ N'Guemo 64’ | Marcatori | 1’ Chermiti 63’ (aut.) Chedjou |

### Fase ad eliminazione diretta

#### Tabellone
|  | Quarti di finale      | Quarti di finale      |                     |         | Semifinali                | Semifinali                |  |  | Finale                | Finale |
|  |                       |                       |                     |         |                           |                           |  |  |                       |        |
|  | Luanda - 24 gennaio   |                       |                     |         |                           |                           |  |  |                       |        |
|  |                       |                       |                     |         |                           |                           |  |  |                       |        |
|  | 1A. Angola            | 0                     |                     |         |                           |                           |  |  |                       |        |
|  | 1A. Angola            | 0                     | Luanda - 28 gennaio |         |                           |                           |  |  |                       |        |
|  | 2B. Ghana             | 1                     |                     |         |                           |                           |  |  |                       |        |
|  | 2B. Ghana             | 1                     | Ghana               | 1       |                           |                           |  |  |                       |        |
|  | Lubango - 25 gennaio  |                       | Ghana               | 1       |                           |                           |  |  |                       |        |
|  |                       | Nigeria               | 0                   |         |                           |                           |  |  |                       |        |
|  | 1D. Zambia            | Nigeria               | 0                   | 0 (4)   |                           |                           |  |  |                       |        |
|  | 1D. Zambia            |                       | Luanda - 31 gennaio | 0 (4)   |                           |                           |  |  |                       |        |
|  | 2C. Nigeria (dtr)     | 0 (5)                 |                     |         |                           |                           |  |  |                       |        |
|  | 2C. Nigeria (dtr)     | 0 (5)                 | Ghana               | 0       |                           |                           |  |  |                       |        |
|  | Cabinda - 24 gennaio  |                       | Ghana               | 0       |                           |                           |  |  |                       |        |
|  |                       | Egitto                | 1                   |         |                           |                           |  |  |                       |        |
|  | 1B. Costa d'Avorio    | Egitto                | 1                   | 2       |                           |                           |  |  |                       |        |
|  | 1B. Costa d'Avorio    | Benguela - 28 gennaio |                     | 2       |                           |                           |  |  |                       |        |
|  | 2A. Algeria (dts)     | 3                     |                     |         |                           |                           |  |  |                       |        |
|  | 2A. Algeria (dts)     | 3                     | Algeria             | 0       | Finale per il terzo posto | Finale per il terzo posto |  |  |                       |        |
|  | Benguela - 25 gennaio |                       | Algeria             | 0       | Finale per il terzo posto | Finale per il terzo posto |  |  |                       |        |
|  |                       | Egitto                | 4                   |         |                           |                           |  |  |                       |        |
|  | 1C. Egitto (dts)      | Egitto                | 4                   | 3       | Nigeria                   | 1                         |  |  |                       |        |
|  | 1C. Egitto (dts)      |                       |                     | 3       | Nigeria                   | 1                         |  |  |                       |        |
|  | 2D. Camerun           | 1                     |                     | Algeria | 0                         |                           |  |  |                       |        |
|  | 2D. Camerun           | 1                     |                     |         | 0                         |                           |  |  |                       |        |
|  |                       |                       |                     |         |                           |                           |  |  | Benguela - 30 gennaio |        |
|  |                       |                       |                     |         |                           |                           |  |  |                       |        |

#### Quarti di finale
| Arbitro: | Benouza |

|  |           |          |
|  | Marcatori | 16’ Gyan |

| Arbitro: | Maillet |

|                    |           |                                         |
| Kalou 4’ Keïta 89’ | Marcatori | 40’ Matmour 90+1’ Bougherra 92’ Bouazza |

| Arbitro: | Damon |

|                                 |           |           |
| Hassan 37’ Geddo 92’ Hassan 95’ | Marcatori | 26’ Emana |

| Arbitro: | El Fatah |

|                                        |                      |                                         |
| Chivuta Katongo Mayuka Nyrienda Mweene | Tiri di rigore 4 – 5 | Mikel Martins Obinna Odemwingie Enyeama |

#### Semifinali
| Arbitro: | Bennett |

|          |           |  |
| Gyan 21’ | Marcatori |  |

| Arbitro: | Codjia |

|  |           |                                                           |
|  | Marcatori | 39’ (rig.) Abd Rabo 65’ Zidan 81’ Abdel-Shafy 90+3’ Geddo |

#### Finale 3º posto
| Arbitro: | Diatta |

|            |           |  |
| Obinna 56’ | Marcatori |  |

#### Finale
| Arbitro: | Coulibaly |

|  |           |           |
|  | Marcatori | 85’ Geddo |

## Classifica marcatori
5 reti
- Geddo

3 reti
- Flávio
- Ahmed Hassan
- Seydou Keita
- Asamoah Gyan

2 reti
- Manucho
- Samuel Eto'o
- Emad Moteab
- Russel Mwafulirwa
- Frédéric Kanouté
- Peter Odemwingie
- Jacob Mulenga

1 rete
- Hameur Bouazza
- Madjid Bougherra
- Rafik Halliche
- Karim Matmour
- Gilberto
- Razak Omotoyossi
- Geremi
- Mohamadou Idrissou
- Landry N'Guemo
- Didier Drogba
- Gervinho
- Salomon Kalou

- Abdul Kader Keïta
- Siaka Tiéné
- Ahmed Al-Muhammadi
- Hosny Abd Rabo
- Mohamed Abdel-Shafy
- Mohamed Zidan
- Daniel Cousin
- Fabrice Do Marcolino
- André Ayew
- Davi Banda
- Elvis Kafoteka
- Mamadou Bagayoko

- Mustapha Yatabaré
- Fumo
- Miro
- Chinedu Obasi
- Victor Nsofor Obinna
- Obafemi Martins
- Yakubu
- Amine Chermiti
- Zouheir Dhaouadi
- James Chamanga
- Rainford Kalaba
- Christopher Katongo

Autoreti
- Dario Khan (2, pro Benin ed Egitto)
- Aurélien Chedjou (1, pro Tunisia)

## Premi
La sera della finale per il 1º posto, conclusa la partita, la CAF ha reso noti i premi assegnati ai calciatori.
- Miglior giocatore del torneo:  Ahmed Hassan
- Capocannoniere del torneo:  Geddo
- Premio Fair Play:  Ahmed Fathy
- Miglior portiere del torneo:  Essam El-Hadary
- Giocatore rivelazione del torneo:  Geddo
- Migliori 11:[7]

Portiere
- Essam El-Hadary

Difensori
- Madjid Bougherra
- Wael Gomaa
- Mabiná

Centrocampisti
- Ahmed Fathy
- Peter Odemwingie
- Alexandre Song
- Ahmed Hassan

Attaccanti
- Asamoah Gyan
- Mohamed Zidan
- Flávio

Sostituti
- Richard Kingson
- Geddo
- Emmanuel Mbola
- Karim Ziani
- Achille Emana
- Kwadwo Asamoah
- Seydou Keita
- André Ayew
- Éric Mouloungui
- Chinedu Obasi
- Salomon Kalou
- Jacob Mulenga

## Attacco alla Nazionale del Togo
L'8 gennaio 2010 il pullman della Nazionale del Togo è stato assaltato da colpi di mitra alla frontiera tra la Repubblica Democratica del Congo e l'Angola. L'allenatore in seconda e l'addetto stampa sono morti mentre il giocatore Serge Akakpo ed il portiere Kodjovi Obilalé sono stati feriti gravemente. Il Togo ha chiesto la sospensione della coppa dove il loro esordio era in programma lunedì 11 a Cabinda, città dove si è verificato l'assalto. Il giorno successivo, la Nazionale togolese annuncia il proprio ritiro dalla competizione.
In seguito alla rinuncia a scendere in campo, l'11 gennaio il Togo viene ufficialmente squalificato dalla competizione e nel torneo si è proceduto come se il Togo fosse stato eliminato al primo turno.